# شهرستان اویسکی
شهرستان اویسکی (به لاتین: Uysky District) یک شهرستان در روسیه است که در استان چلیابینسک واقع شده‌است.